# Большая Вишера (станция)
Больша́я Ви́шера — железнодорожная станция в посёлке Большая Вишера на главном ходу Октябрьской железной дороги Москва — Санкт-Петербург. В июле 2015 года станция закрыта для грузовых операций, присвоен новый код 041621 (прежний код — 041706).

## Инфраструктура
Вокзал станции расположен сбоку от путей. На станции 2 высокие боковые пассажирские платформы. Станция имеет путевое развитие.

## Пригородное сообщение
Через станцию следуют пригородные электропоезда: в направлении к северу — на Санкт-Петербург (Московский вокзал), Новгород-на-Волхове, Волховстрой I, на юг — к станции Малая Вишера.
```
На данный момент в 2022 году,  движение электропоездов в сторону станций Новгород-на-Волхове и Волховстрой-I - не осуществляется.
```